# Xie Fei
Xie Fei (xinès simplificat: 谢飞, pinyin: Xiè Fēi; Yan'an, 1942) és un professor, productor i director de cinema xinès. Un dels directors més coneguts i premiats a nivell internacional i amb presència com a jurat en diferents festivals de cinema d'arreu del món. També se'l ha classificat com un deos representants del "cinema d'arrels".

## Biografia
Xie Fei va néixer el 14 d'agost de 1942 a Yan'an, província de Shaanxi (Xina). El seu pare, Xie Juezai va ser President del Tribunal Suprem i la seva mare Wang Dingguo, veterana de guerra de l'Exèrcit Roig i política durant la República Popular. De 1961 a 1965, va estudiar al departament de direcció de l'Acadèmia de Cinema de Pequín, on va tenir professors de l'anomenada "tercera generació", com Xie Tieli i Xie Jin. Es va graduar just abans de l'inici de la Revolució Cultural i va ser enviat al "camp" a Hubei.
Anys més tard va poder entrar a l'Acadèmia com a professor, fins a ocupar el càrrec de degà del Departament de Direcció, amb alumnes que posteriorment van ser directors d'èxit com Chen Kaige, Tian Zhuangzhuang, Zhang Yimou i Jia Zhangke i a l'escriptora i guionista Ling Li.

### Trajectòria cinematogràfica
Va ser amb la reobertura de l'Acadèmia de Cinema de Pequín el 1978 que va començar realment la carrera de Xie Fei: es converteix alhora en director de teatre i professor.

#### Professor a l'Acadèmia
A l'inici del quart i darrer curs, l'estiu de 1981, quan els alumnes de l'Acadèmia de Cinema de Pequín van poder començar a treballar en els seus projectes de graduació, sota la direcció de Xie. Va estar especialment implicat en la preparació d'un dels dos projectes més importants, 我们的田野 (Our Fields), rodada l'any 1981 amb guió de Pan Yuanliang, sota la direcció de Gu Changwei. El rodatge va durar sis setmanes, i a nivell anecdòtic s'expliquen les discussions entre Gu i Xie que volia imposar les seves opinions per estalviar temps, en contra dels criteris estètics de Gu. En relació al seu paper com a formador de les noves generacions de cineastes va declarar: "La nostra funció és animar els joves cineastes... per ajudar-los a trobar la seva pròpia veu", explica. "Venen a nosaltres amb la seva personalitat plenament formada, però depèn de nosaltres ajudar-los a descobrir el seu talent".

#### Activitat com a director
El 1978, va codirigir amb Zheng Dongtian el llargmetratge 火娃 "Huo Baby", començant així oficialment la seva carrera com a director, i el 1979, va codirigir 向导 (Guide) amb Wang Xinyu i Zheng Dongtian.
El 1983 va dirigir la seva primera pel·lícula 我们的田野 (Our Farmland) protagonitzada per Zhou Lijing, Zhang Jing i Lei Han . El 1987 amb 湘女萧萧 (Xiāngnǔ xiāoxiāo) "A girl from Hunan", va participar en la secció "Un Certain Regard" del Festival Internacional de Cinema de Canes i va ser una de les primeras pel·lícules comercialitzadas las EUA.
Com un dels seus mestres, Xie Tieli un dels trets definitoris de Xie Fei és haver adaptat amb èxit obres literàries; és el cas de 湘女萧萧 (Young Girl Xiao Xiao), o 本命年 (Black Snow). Black Snow s'ha considerat com "la primera obra mestre del cinema negre de la historia del cinema xinès"
El seu estil s'ha definit com, " El seu estil de direcció és introspectiu, perspicaç i tranquil·lament immersiu. Porta els espectadors a viatges lents i intensament personals de la vida i els amors de la gent normal", i en una entrevista a Xinhua, Xie declara : "Cada societat té un costat clar i fosc. Els meus personatges encara tenen esperança de millorar les seves vides... de trobar l'amor".
Com a productor o supervisor ha col·laborat amb directors com Wang Jing, Zhang Ying, Zhu Yuancheng i Song Wen.

#### Jurat a festivals
Durant la seva trajectòria ha participat com a jurat en nombrosos festivals de cinema i televisió, com, entre altres:
- 1981, 1983 i 1988: Golden Rooster Award (Jinji Jiang)
- 1985: l'Amsterdam Student Film Festival, Països Baixos
- 1990: Festival Internacional de Cinema de Montreal
- 2001: 51è Festival Internacional de Cinema de Berlín
- 2008: 18è Festival Internacional de Cinema Infantil del Caire, l'11è Festival Internacional de Cinema de Xangai. Festival "International Student Short Film Competition"; 32è Festival Internacional de Cinema de Montreal; "Premi NETPAC" dels Premis de Cinema Golden Horse.[5]
- 2010: 4th Asian Film Awards
- 2011: 13è Festival de Cinema de Taipei i 16è Festival Internacional de Cinema de Busan
- 2019: 1r Festival Internacional de Cinema Asiàtic de Sharm el-Sheikh

## Filmografia destacada: cinema i televisió
| Any  | Títol anglès                   | Títol xinès                 | Notes |
| ---- | ------------------------------ | --------------------------- | --- |
| 1983 | Our Farmland                   | 我们的田野                  | |
| 1986 | A Girl from Hunan              | 湘女萧萧 (Xiāngnǔ xiāoxiāo) | Co-dirigida amb Wu Lan Adaptació d'una obra de Shen Congwen                                                      |
| 1990 | Black Snow                     | 本命年                      | Adaptació d'una obra de Liu Heng Protagonitzada per Jiang Wen Va guanyar l'Os de Plata a la Berlinale de 1990    |
| 1993 | Woman Sesame Oil Maker         | 香魂女                      | Adaptació d'una novel·la de Zhou Daxin. Va guanyar l'Os d'Or del 43è Festival Internacional de Cinema de Berlín. |
| 1995 | A Mongolian Tale               | 黑骏马                      | Adaptació d'un conte de Zhang Chengzhi                                                                           |
| 1999 | New China Story on the Screen" |                             | Sèrie de televisió de 18 capítols                                                                                |
| 2000 | Song of Tibet                  | 益西卓玛                    | Adaptació d'una obra de Zhang Chengzhi i amb un guió de Tashi Dawa                                               |
| 2003 |                                | 豪门惊梦                    | Sèrie de televisió de 38 capítols                                                                                |
| 2005 | Sunrise                        | 日 出                       | Sèrie de televisió de 23 capítols Adaptació d'una obra de Cao Yu                                                 |